# Ina (mitologia)

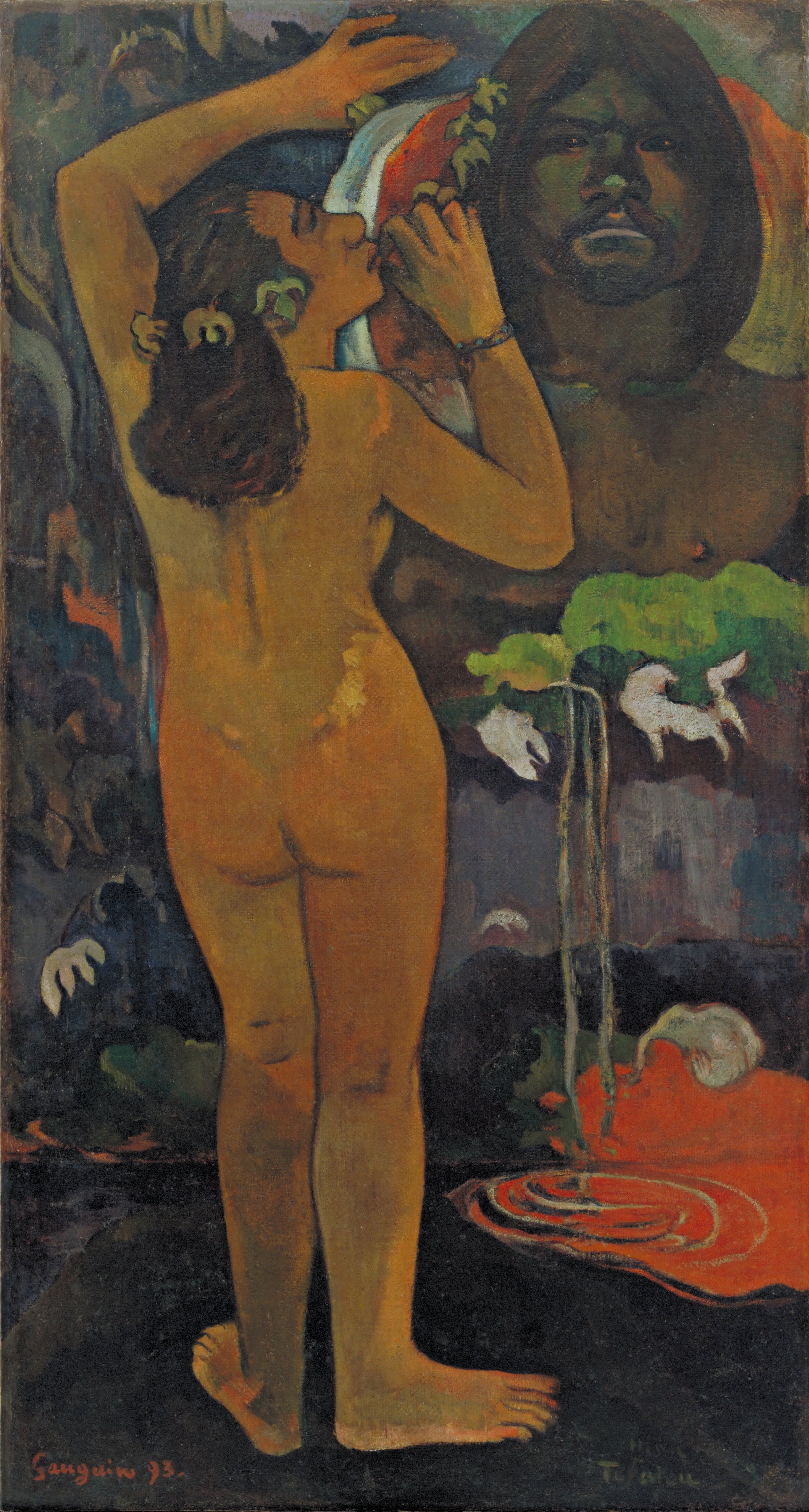
Hina Tefatou (La Lluna i la Terra), quadre de Paul Gauguin

En mitologia polinèsia, Ina (en tahitià i hawaià Hina; en samoà Sina) és una deïtat lunar, filla de Kui o Vaitere que va mantenir una anguila en un pot, però aquest de seguida va esdevenir el déu-anguila tuna, que va intentar violar-la. La gent d'Upolo la va rescatar i sentenciar a mort. Conforme a la seva petició ella va enterrar el seu cap en la sorra del que en va créixer el primer cocoter. Està casada amb Marama, el déu de la nit. Ella viu en el cel durant les hores de llum quan el seu marit no és visible. Té una filla anomenada Aroture. En la mitologia tahitiana, Hina és la primera dona, esposa de Ti'i, que vivia a la Lluna.